# Adam Jackowski
Adam Andrzej Jackowski (ur. 20 października 1945 w Błoniu, zm. 6 grudnia 2018 w Wołominie) – polski żołnierz, specjalista dynamiki ciała stałego i materiałoznawstwa, dr hab. inż., profesor nadzwyczajny WAT.

## Życiorys
Syn Zenona i Jadwigi. W 1970 ukończył studia w zakresie technologii materiałowej na Politechnice Warszawskiej. 22 stycznia 1982 uzyskał doktorat, a 27 października 2003 habilitację na podstawie rozprawy zatytułowanej Rola porowatości materiału wkładki w procesie formowania strumienia kumulacyjnego. Pełnił funkcję profesora nadzwyczajnego na Wydziale Mechatroniki i Lotnictwa Wojskowej Akademii Technicznej im. Jarosława Dąbrowskiego. W 2000 był żołnierzem Sił Zbrojnych Rzeczypospolitej Polskiej w stopniu pułkownika.
Odznaczony Złotym Krzyżem Zasługi (1993) oraz Krzyżem Kawalerskim Orderu Odrodzenia Polski (2000).

## Publikacje
- 1998: Analiza parametrów materiałowych i technologicznych determinujących właściwości spiekanych penetratorów z osnową wolframową[2]
- 2000: Investigations of the influence of the liner manufacturing precision on the penetration capability of shaped charge jets[2]
- 2005: Badania procesu homogenizacji mieszanek proszków metali w mieszalnikach kulowych. Cz.I. Wpływ stosunku masy kul do masy proszku oraz czasu mieszania na wybrane charakterystyki mieszanki W-Sn i wykonanych z niej wyprasek[2]
- 2009: Badania balistyki zewnętrznej bezpłaszczowych pocisków 9x19 mm amunicji Parabellum wykonanych ze spieków[2]
- 2011: Granulometryczna metoda oceny podatności na fragmentację ściskanych próbek wykonanych z materiałów spiekanych[2]
- 2012: Badanie fragmentacji ściskanych dynamicznie próbek wykonanych z kompozytów CU-W-BN[2]